# GAU-19
Das GAU-19/A, zivile Bezeichnung GECAL 50, ist ein in den Vereinigten Staaten entwickeltes schweres Maschinengewehr im Kaliber .50 BMG, das nach dem Gatling-Prinzip arbeitet und dabei eines Fremdantriebes bedarf. Es stellt die Hauptbewaffnung des Bell-OH-58-Helikopters in den USA dar. Darüber hinaus wird es am Boeing AH-6 mit 1000 Schuss Munition verwendet.

## Funktion
Das Waffensystem kann im Luftkampf, bei der Marine und im Bodenkampf verwendet werden. In Kombination mit einer STANAG-entsprechenden Halterung schnell an verschiedenen Fahrzeugen befestigt werden.
Das System kann mit einer Vielzahl von verschiedenen Munitionszuführungssystemen gekoppelt werden.

## Nutzerländer
Die GECAL 50 wird über sein Heimatland USA hinaus international verbreitet eingesetzt.
Derzeitige Anwender:
- Japan: Von der Behörde für maritime Sicherheit auf Schnellbooten verwendet.
- Kolumbien: Im Arsenal der Militärpolizei.[1]
- Mexiko: Im Drogenkrieg durch die Regierung eingesetzt; auf MD Helicopters Explorer und Sikorsky UH-60 montiert.[2]
- Oman: Auf Humvees der Königlich-Omanischen Armee montiert.

## Geschichte
2023 hat Fulcrum Concepts die Rechte an der GAU-19A/B von General Dynamics erworben.